# Oki Kaito
Oki Kaito (sinh ngày 14 tháng 11 năm 2000) là một cầu thủ bóng đá người Nhật Bản.

## Sự nghiệp câu lạc bộ
Oki Kaito hiện đang chơi cho Renofa Yamaguchi FC.